# ホルヘ・ミストラル
ホルヘ・ミストラル（Jorge Mistral、1920年11月24日 - 1972年4月20日）は、スペイン・バレンシア出身の俳優・映画監督・脚本家。本名はモデスト・リョサス・ロセイ(Modesto Llosas Rosell)。

## 経歴
父親はスペイン領プエルトリコ出身であり、母親はスペイン・カタルーニャ地方出身だった。1920年にバレンシア県バレンシアに生まれ、1940年代にスペイン映画産業会社(CIFESA)の作品でスター俳優となった。1950年代にはメキシコに移住し、1953年にはルイス・ブニュエル監督の『嵐が丘』に出演。1958年にはフアン・アントニオ・バルデム監督の『死刑執行人』に出演。1960年代には映画監督として3本の作品を撮った。1972年にメキシコシティで拳銃自殺した。

## 主な出演作品
- 1964年 『カサグランデのガンファイター』Gunfighters of Casa Grande
- 1958年 『死刑執行人』La venganza
- 1957年 『カルタゴの女奴隷』Schiave di Cartagine, Le
- 1956年 『暗黒街は俺のものだ』Il mondo sera’ nostro
- 1953年 『嵐が丘』Abismos de pasión
- 1947年 『愛と王冠の壁の中に』Locuna de amor